# Ästier

Das Römische Reich unter Hadrian (Regierungszeit 117–138 n. Chr.); der Siedlungsraum der Aestii liegt nordöstlich der Danziger Bucht an der Ostsee.

Ästier oder Aisten (lateinisch Aestii) war die Bezeichnung für die Bevölkerung an der südöstlichen Ostseeküste in verschiedenen Texten des 2. bis 13. Jahrhunderts. Es meinte wahrscheinlich baltische Gruppen im Baltikum.

## Erwähnungen
Tacitus Germania (frühestens 98)

Als Aestii bezeichnete Tacitus eine Bevölkerungsgruppe an der östlichen Ostsee.
Obwohl Tacitus selbst nie diese Gebiete bereist hat und er sich diesbezüglich ausschließlich auf Informationen Dritter stützte, sind seine ethnografischen Schilderungen der Ästier und anderer, benachbarter Volksgruppen, die detailliertesten der Antike. Er beschreibt sie als den germanischen Sueben ähnlich in Gebräuchen und Äußerem.

„Weiter nun werden an der rechten Küste des Suevenmeeres (mare Suebicum) der Aestier Völkerschaften bespült, deren Gebräuche und ganzes Aeußere wie der Sueven sind, die Sprache näher der britannischen. Sie verehren die Göttermutter. Als Abzeichen dieses Glaubens tragen sie Eberbilder; [42] dieß, statt Waffen und Schutz von Allen, stellt den Anbeter der Göttin auch mitten unter Feinden sorglos sicher. Selten ist des Eisens, häufig der Knüttel Gebrauch. Getreide und die andern Feldfrüchte bauen sie mit einer für die gewohnte Trägheit der Germanen großen Geduld. Indessen auch das Meer durchsuchen sie und sammeln, unter allen die Einzigen, zwischen Untiefen und am Strande selbst, den Bernstein, bei ihnen Gläsum genannt. Doch was dessen Natur sei oder welcher Art er entstehe, das haben sie als Barbaren nicht untersucht oder ergründet; lange sogar lag er unter dem andern Auswurf des Meeres, bis unsre Prachtsucht ihm Berühmtheit gab. Bei ihnen ist er in keinem Verbrauch: roh wird er aufgelesen, formlos zugebracht, und staunend empfangen sie den Preis. Daß er aber der Saft von Bäumen ist, mag man daraus klar ersehen, weil Erde- und selbst Flügelthiere gar oft durchscheinen, die, von der Feuchtigkeit umwickelt, hierauf, wenn der Stoff sich härtet, eingeschlossen werden. Recht gesegnete Wälder und Haine, glaub’ ich also, müssen, wie im Innern des Morgenlandes, wo der Weihrauch und Balsam ausschwitzt, ebenso in den Inseln und Ländern des Westens sein, wo solche Stoffe durch der Nachbar-Sonne Strahlen ausgeschieden und flüssig in das ganz nahe Meer gleiten und durch der Stürme Gewalt an den Gegenstrand ausfluthen. Prüft man des Bernsteins Natur durch nahe gebrachtes Feuer, so entzündet er sich wie der Kien und nähret eine fette, riechende Flamme; hierauf wird er zäh wie zu Pech oder Harz.“

Jordanes, Getica (um 550)

Der gotische Geschichtsschreiber Jordanes schrieb, dass die Äster friedliche Bauern waren, die vom Fischfang und vom Einsammeln des Bernsteins lebten.
Cassiodor, Chronica (nach 519)

Cassiodor berichtete, dass die Äster dem gotischen König Theoderich dem Großen Bernsteingeschenke sandten.
Alfred der Große (?), Reise des Wufstan von Haithabu (um 890):

Der angelsächsische Händler Wulfstan, der den Handelsplatz Truso am Frischen Haff aufsuchte, nennt die baltische Bevölkerung noch Ēstas.
Hervararsaga (13. Jahrhundert)

In der Hervararsaga war Eistland die Bezeichnung für Teile der südöstlichen Ostseeküste. Kúrland wurde nicht dazugezählt.
Die Bezeichnung Ästier wurde in der Baltistik bis ins 20. Jahrhundert häufig als Synonym für Balten verwendet.

## Etymologie
In der Forschung wird diskutiert, ob der Volksname germanischen Ursprungs (vgl. gotisch: aisteis – ‚achtbar, ehrenvoll‘) sein könnte.